# Franciszek Salezy Nakwaski
Franciszek Salezy Nakwaski herbu Prus II (ur. w 1771, zm. 11 kwietnia 1848 w Warszawie) – prezes Senatu w czasie powstania listopadowego, senator-wojewoda i senator-kasztelan Królestwa Polskiego, prefekt departamentu warszawskiego Księstwa Warszawskiego, konsyliarz Izby Administracji Publicznej departamentu warszawskiego w 1808 roku, szambelan Stanisława Augusta Poniatowskiego.

## Życiorys
Był najmłodszym z pięciu synów Klemensa, podkomorzego wyszogrodzkiego, i Zuzanny z Gembartów. Wychowanek pijarów został paziem Stanisława Augusta. Awansowany do rangi kapitana pułku królewskiego, mianowany podkoniuszym stajen królewskich. Komisarz w Komisji Cywilno-Wojskowej ziemi warszawskiej.
W czasie insurekcji kościuszkowskiej został komisarzem Deputacji Komisji Porządkowej z ziemi warszawskiej, a później komisarzem Komisji Porządkowej warszawskiej.
Kampanię powstańczą odbył w dywizji gen. Karola Sierakowskiego, awansował do stopnia majora.
Po III rozbiorze Polski osiadł na wsi. W początkach grudnia 1806 powołano go na asesora Izby Najwyższej Wojennej i Administracji Publicznej w Warszawie. W kwietniu 1808 został mianowany radcą prefektury departamentu warszawskiego. W grudniu 1815 otrzymał Order Św. Stanisława II klasy. Do września 1816 roku był prefektem departamentu warszawskiego. W tym samym roku został prezesem Rady Województwa Mazowieckiego. 15 października 1816 otrzymał nominację na senatora-kasztelana. 
W 1828 roku był członkiem Sądu Sejmowego, mającego osądzić osoby oskarżone o zdradę stanu.
Jako senator podpisał 25 stycznia 1831 roku akt detronizacji Mikołaja I Romanowa. Od 27 lutego  do 14 kwietnia 1831 prezydował w powstańczym Senacie. 10 sierpnia 1831 został wybrany senatorem-wojewodą. W 1831  był organizatorem i prezesem Komitetu opiekującego się rodzinami wojskowych oraz Komitetu wspierającego dotkniętych klęskami wojny. Po upadku powstania wycofał się do swego majątku. Od 1847 rozpoczął dyktować swoje wspomnienia wnuczce Karolinie Nakwaskiej-Walewskiej i doprowadził je do 1812. Wspomnienia te zostały opublikowane pt: Pamiętnik życia mego (1963). Pochowany w grobie rodzinnym w Kępie Polskiej.